# Centropyge venusta
Centropyge venusta là một loài cá biển thuộc chi Centropyge trong họ Cá bướm gai. Loài này được mô tả lần đầu tiên vào năm 1969.

## Từ nguyên
Từ định danh của loài trong tiếng Latinh có nghĩa là "xinh đẹp, duyên dáng", vì loài này được mô tả là có màu sắc khá bắt mắt.

## Phạm vi phân bố và môi trường sống
C. venusta có phạm vi trải dài từ quần đảo Izu và quần đảo Ryukyu (Nhật Bản) xuống phía nam đến đảo Đài Loan và đảo Luzon (Philippines); ngoài ra còn một báo cáo chưa được xác nhận về một cá thể C. venusta lang thang tại Palau.
C. venusta sống gần các rạn san hô viền bờ và vách đá ngầm ở độ sâu khoảng từ 10 tới 40 m.

## Mô tả
C. venusta có chiều dài cơ thể tối đa được biết đến là 12 cm. Phần đầu và thân trước, cũng như vây bụng, vây ngực và hầu hết phần vây hậu môn của C. venusta có màu vàng, trong khi toàn bộ phần thân sau và các vây còn lại có màu xanh lam thẫm. Vây lưng, vây đuôi và một phần vây hậu môn sau có dải viền màu xanh ánh kim ở rìa, lốm đốm các vệt xanh óng trên các vây.
Đỉnh đầu của C. venusta có một vệt đốm hình tam giác màu xanh thẫm như phần thân sau. Vệt đốm này có thể được ngăn cách với phần thân sau cùng màu xanh lam bởi vùng màu vàng ở đầu, hoặc giáp nhau mà không bị ngăn bởi khoảng màu vàng nào. Thường thì vùng màu xanh và vàng trên cơ thể C. venusta chiếm diện tích xấp xỉ nhau. Nhưng nhiều cá thể có kiểu hình với vùng màu vàng chiếm phần lớn cơ thể, và vệt đốm xanh trên đỉnh đầu có thể không mang rõ hình dạng tam giác, hoặc thậm chí (nhưng rất hiếm) là tiêu biến.
Số gai ở vây lưng: 14; Số tia vây ở vây lưng: 16; Số gai ở vây hậu môn: 3; Số tia vây ở vây hậu môn: 15.

## Phân loại học
Tình trạng phân loại của C. venusta vẫn chưa rõ ràng. Một số nhà khoa học đã xếp C. venusta cùng hai loài là Centropyge boylei và Centropyge multifasciata vào chi Paracentropyge, trong khi nhiều nhà khoa học khác chỉ xem Paracentropyge là một phân chi của Centropyge.

## Sinh thái học
C. venusta có thể sống đơn độc, hợp thành từng nhóm nhỏ hoặc bơi theo cặp. C. venusta được biết là đã lai tạp với C. multifasciata, được ghi nhận ngoài khơi Cagayan (Luzon, Philippines).

## Thương mại
C. venusta cũng thường được thu thập cho việc buôn bán cá cảnh. Loài này khá nhát nên không dễ tiếp cận được chúng.